# تشنج (فیلم)
تشنج (به انگلیسی: Seizure) فیلمی از الیور استون محصول سال ۱۹۷۴ شرکت اُرایون پیکچرز است.